# Prakash John
Prakash John (* 1. August 1947 in Mumbai, Indien) ist ein indisch-kanadischer Rock- und R&B-Bassist. Er lebt in Mississauga, Kanada.

## Leben und Werk
Bereits in Indien lernte Prakash John die europäische klassische Musik (Bach, Mozart u. a.) kennen. Die Familie wanderte im Jahr 1960 nach Toronto aus, wo er auf afro-amerikanische Musiker traf, die ihn mit dem Blues bekannt machten. Im Alter von 17 Jahren begann er E-Bass zu spielen und trat in mehreren kleineren Bands auf.
Zu Beginn der 1970er-Jahre ging er nach Los Angeles und betätigte sich als Gastmusiker bei verschiedenen Bands (Edgar Winters White Trash, Derek and the Dominos). Im Jahr 1971 engagierte ihn George Clinton zeitweise für seine Projekte Parliament und Funkadelic (Chocolate City und America Eats Its Young). Später trat er in mehreren Begleitbands auf – so bei Lou Reeds Rock ’n’ Roll Animal (1974). Für Alice Cooper wirkte er bei mehreren Alben mit: Welcome to My Nightmare (1975), The Alice Cooper Show (1977), Lace and Whiskey (1977) und DaDa (1983).
Im Jahr 1979 kehrte Prakash John nach Toronto zurück und gründete die R&B-Band The Lincolns, mit der er zwei Alben einspielte (Take One und Funky Funky Funky). Die Band existiert noch immer, doch hat sein Sohn Jordan inzwischen die Leitung übernommen; darüber hinaus hat Jordan inzwischen eigene Projekte, bei denen sein weißhaarig gewordener Vater allerdings manchmal als Gastmusiker auftritt.

## Musikbeispiele
- Lou Reed – Sweet Jane (Live) mit Bassspiel von Prakash John
- Musikvideo The Lincolns – Soul Man mit kurzen Bass-Soli von Prakash John
- Musikvideo The Lincolns – I Can’t Turn You Loose
- Jordan John & Prakash John – Funky Live performance